# Ludność Grudziądza

## LudnośćGrudziądza
- 1608 - 1 000[1]
- 1772 - 1 204[1]
- 1809 - 3 606[1]
- 1821 - 5 115[1]
- 1826 - 5 300[1]
- 1840 - 5 482[1]
- 1852 - 7 150[1]
- 1861 - 12 784[1]
- 1875 - 14 522[1][2]
- 1880 - 17 321[2]   (w tym 894 Żydów)[1]
- 1885 - 17 336[1][2]   (wraz z wojskiem)[3]
- 1890 - 20 385   (w tym 810 Żydów i 150 Polaków)[2]
- 1895 - 24 242   (w tym 860 Żydów)[1]
- 1900 - 32 727[2]
- 1905 - 35 958[1]
- 1910 - 40 325[2]   (w tym 703 Żydów)[1]
- 1914 - 44 797[1]
- 1920 - 33 516[1]
- 1931 - 50 405[1]
- 1939 - 60 000
- 1945 - 32 746[1]
- 1946 - 36 805[1]   (spis powszechny)
- 1950 - 45 327   (spis powszechny)
- 1955 - 57 224
- 1960 - 64 965   (spis powszechny)
- 1961 - 67 000
- 1962 - 68 000
- 1963 - 69 500
- 1964 - 70 700
- 1965 - 71 737
- 1966 - 72 900
- 1967 - 74 300
- 1968 - 75 100
- 1969 - 75 500
- 1970 - 75 668   (spis powszechny)
- 1971 - 76 595
- 1972 - 77 700
- 1973 - 79 100
- 1974 - 80 369
- 1975 - 82 181
- 1976 - 86 500
- 1977 - 88 000
- 1978 - 87 400   (spis powszechny)
- 1979 - 88 700
- 1980 - 90 092
- 1981 - 91 081
- 1982 - 92 053
- 1983 - 92 788
- 1984 - 93 900
- 1985 - 95 087
- 1986 - 96 776
- 1987 - 98 318
- 1988 - 99 826   (spis powszechny)
- 1989 - 100 861
- 1990 - 102 303
- 1991 - 102 886
- 1992 - 103 438
- 1993 - 103 733
- 1994 - 103 341
- 1995 - 102 997
- 1996 - 102 911
- 1997 - 102 829
- 1998 - 102 434
- 1999 - 102 499
- 2000 - 102 344
- 2001 - 101 866
- 2002 - 100 189   (spis powszechny)
- 2003 - 100 024
- 2004 - 99 827
- 2005 - 99 578
- 2006 - 99 244
- 2007 - 99 090[4]
- 2008 - 99 134
- 2009 - 99 074
- 2010 - 98 869
- 2011 - 98 438  (spis powszechny)
- 2012 - 97 971
- 2013 (30 czerwca) - 97 731[5]
- 2023 - 92 552
- 2024 - 88 658  [6]

## Powierzchnia Grudziądza
- 1995 - 58,74 km²
- 2006 - 57,78 km²